# Тимберлејн (Илиноис)
Тимберлејн (енгл. Timberlane) град је у америчкој савезној држави Илиноис.

## Демографија
По попису из 2010. године број становника је 934, што је 700 (299,1%) становника више него 2000. године.
| Група             | 2000.       | 2010.       |
| Белци             | 229 (97,9%) | 854 (91,4%) |
| Афроамериканци    | 0 (0,0%)    | 3 (0,3%)    |
| Азијати           | 0 (0,0%)    | 14 (1,5%)   |
| Хиспаноамериканци | 4 (1,7%)    | 59 (6,3%)   |
| Укупно            | 234         | 934         |